# Francisco Sousa Vieira
Francisco José de Sousa Vieira (Porto, 21 de outubro de 1993) é um médico e político português, membro do Partido Social Democrata (PSD). Atualmente, exerce o cargo de Deputado à Assembleia da República, eleito pelo círculo eleitoral do Porto na XVI Legislatura.

## Biografia
Francisco Sousa Vieira formou-se em Medicina na Faculdade de Medicina da Universidade do Porto. Durante o seu percurso académico foi dirigente estudantil como Presidente da Associação de Estudantes da Faculdade de Medicina, assim como membro do Conselho Geral da Universidade do Porto e da Direção da Federação Académica do Porto. Concluiu o mestrado em Gestão e Economia de Serviços de Saúde na Faculdade de Economia do Porto.
Iniciou o seu percurso profissional no Hospital Santa Maria, em Lisboa, tendo posteriormente iniciado especialização em Anatomia Patológica no Hospital Santo António, no Porto.
Em 2016 publicou o romance “Os Homens que os Pássaros Comem”, obra que figurou entre os finalistas do Prémio PEN Clube desse ano.

## Atividade política
Dirigente do Partido Social Democrata, Francisco Sousa Vieira é Presidente da Comissão Política Concelhia de Marco de Canaveses, localidade onde exerce funções autárquicas enquanto Vereador da oposição no executivo camarário, desde 2021.
Atualmente, é Deputado efetivo na Comissão de Saúde da Assembleia da República e Coordenador do Grupo Parlamentar do PSD para a área da Saúde.